# Feste Bethanien
Die Feste Bethanien, selten auch Bethanien-Feste, war eine Festung der Schutztruppe in Deutsch-Südwestafrika, dem heutigen Namibia. Sie befand sich am Rande der gleichnamigen Ortschaft im Süden des Landes. Sie bestand mindestens vom Jahr 1900 bis 1906. Die Festung wurde vor allem zur Sicherung gegen anhaltende Angriffe der Nama erbaut.